# زندان سلیمان
زندان سلیمان نام تپه ای مخروطی شکل و میان تهی است که در سه کیلومتری غرب تخت سلیمان قرار دارد. این تپه هزاران سال پیش، بر اثر رسوب کانی‌های آب دریاچهٔ آن به وجود آمده‌است. ارتفاع این تپه از زمین مجاور خود ۹۷ تا ۱۰۷ متر است و بر فراز آن گودال عمیقی در حدود ۸۰ متر دیده می‌شود که قطر دهانه آن به‌طور تقریب ۶۵ متر است. این تپه در زمان مانایی‌ها ـ ۸۳۰ تا ۶۶۰ پ.م. ـ نیایشگاه بوده‌است. 

## موقعیت زندان

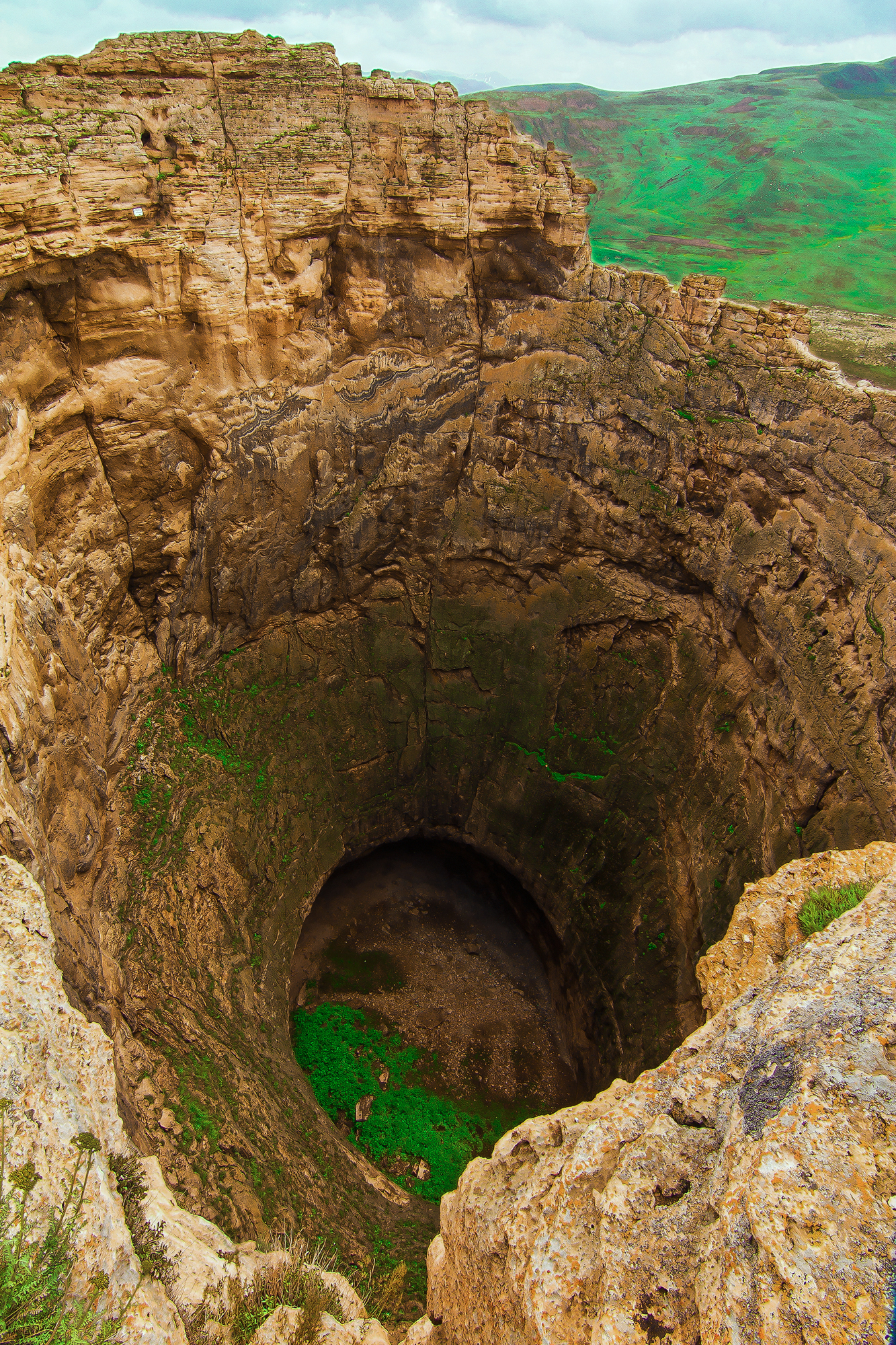

زندان سلیمان تپه‌ای است به ارتفاع یکصد متر از سطح زمین، و مخروطی شکل، که زمان ساسانیان محل قربانی و نیایش موبدان زرتشتی بوده و البته بقایای بناهای دور مخروط زندان سلیمان، نشانگر اهمیت این محل مقدس می‌باشد. موبدان پس از نیایش در محل و استفاده از برسم، حیوان در نظر گرفته شده را برای قربانی کردن به جایگاه مخصوص می‌بردند تا نذر آتشکده کنند. احتمالاً دو هزار سال پیش مخروطی که امروز خالی از آب است و در دهانه تپه قرار دارد، پر از آب بوده و بقایای آب انبارهای اطراف مخروط، نشانگر غیرقابل استفاده بودن آب این دهانه و دریاچه درون آن است؛ اما به مرور زمان و بر اثر حجم رسوبات و فرو ریختن به دهانه، شکاف‌های این دریاچه که در عمق ۱۰۰ متری قرار داشتند، بسته شده و مخروط خشک شده‌است.

## ثبت در فهرست آثار ملی

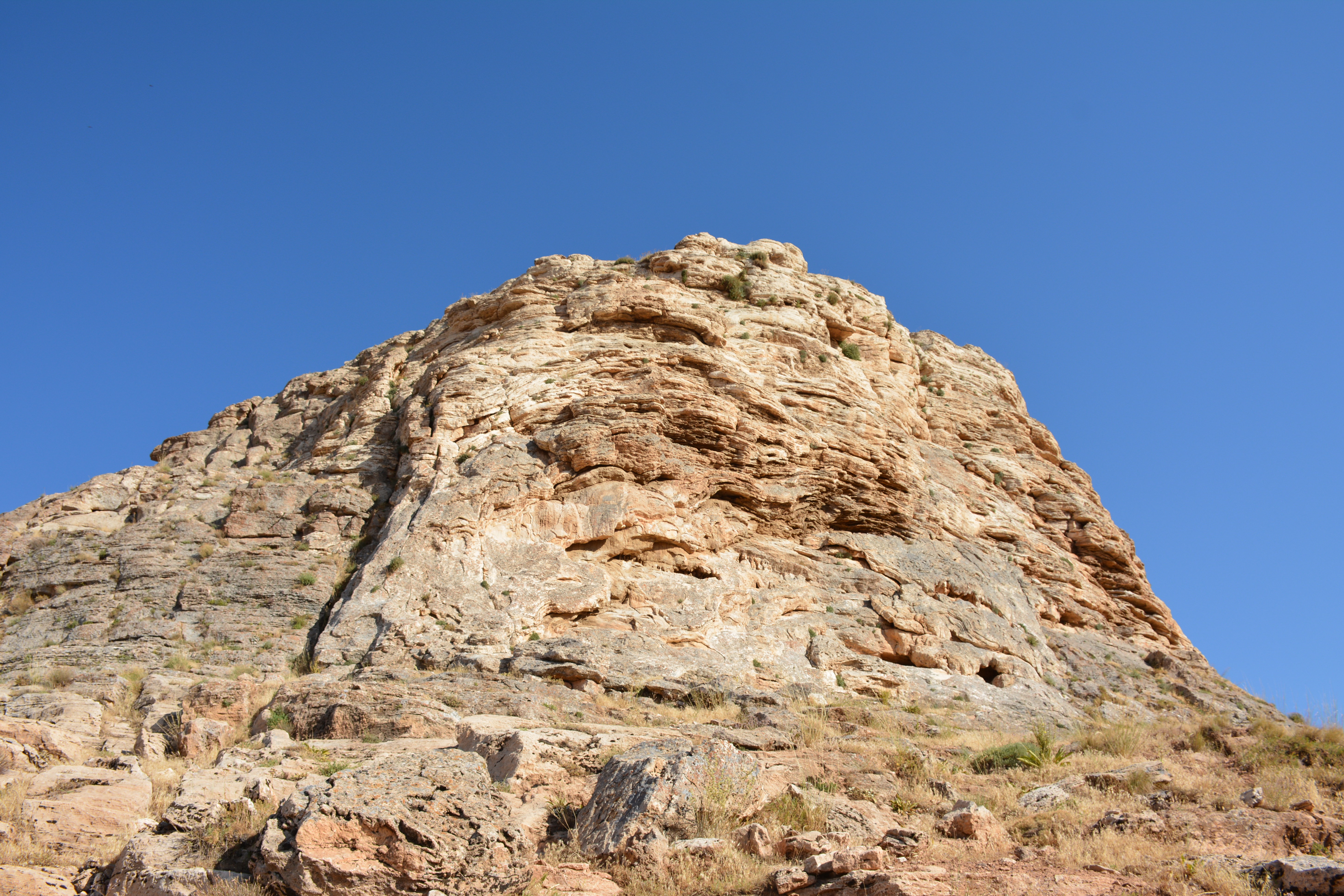
کوه زندان سلیمان

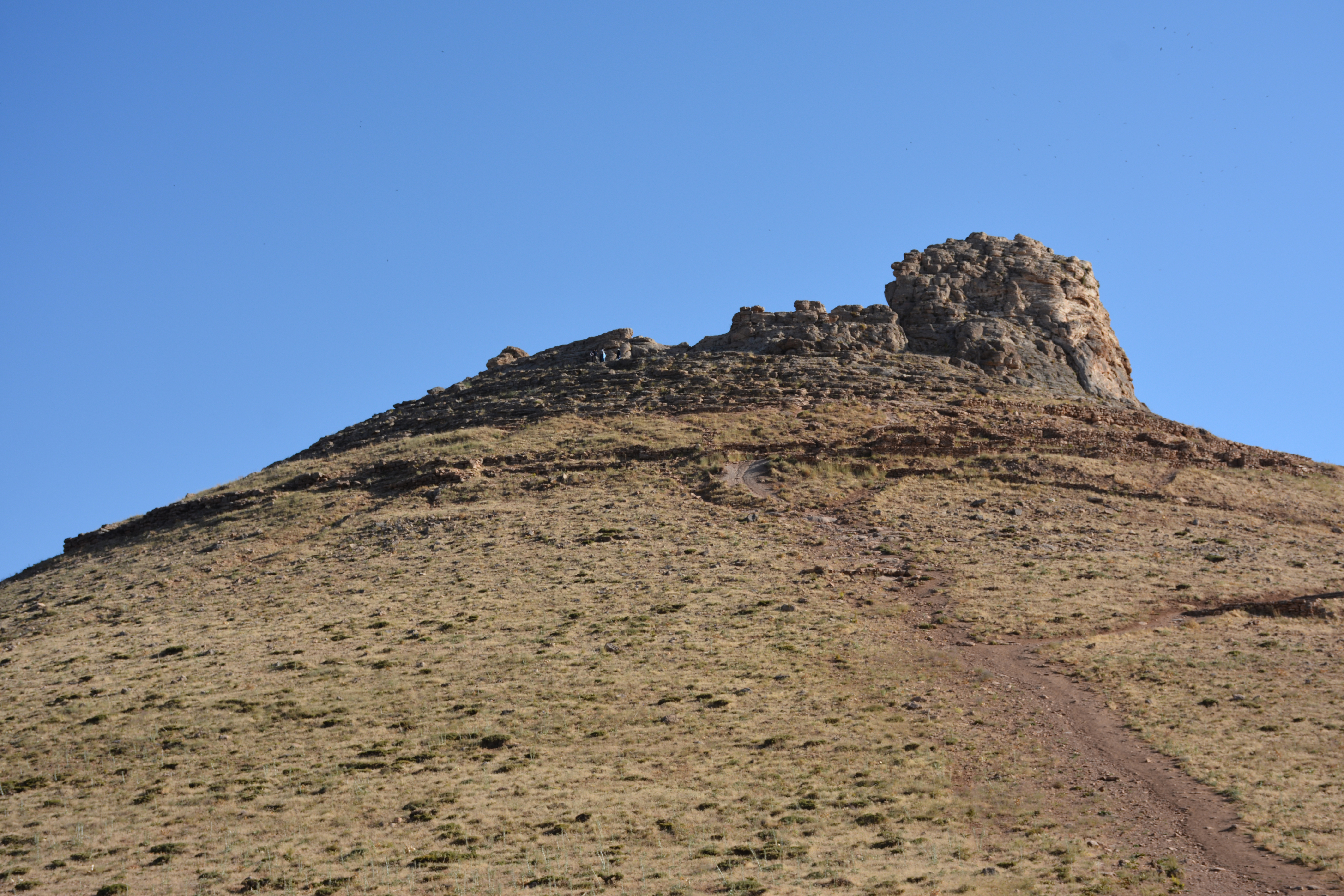
کوه زندان سلیمان

در جلسه کمیته بررسی و ثبت آثار طبیعی که با حضور فرهاد نظری مدیرکل دفتر ثبت آثار طبیعی و اعضای این کمیته در سازمان مرکزی برگزار شد، با بررسی ویژگی‌های شاخص اثر طبیعی کوه زندان سلیمان، ثبت این اثر در فهرست میراث طبیعی کشور مورد تاَیید اعضاَ قرار گرفت.

## باورهای محلی
اهالی محل این کوه را به نام زندان سلیمان یا زندان دیو می‌شناسند و معتقدند که سلیمان دیوهایی را که از فرمانش سرپیچی می‌کردند در این کوه زندانی می‌کرده‌است. نام این کوه بنا بر این باور محلی گذاشته شده‌است.

## آثار ملی ایران
کوه زندان سلیمان مربوط به هزاره اول ق‌م است و در شهرستان تکاب، روستای نصرت آباد واقع شده و این اثر در تاریخ ۲۵ اسفند ۱۳۷۹ با شمارهٔ ثبت ۳۲۵۷ به‌عنوان یکی از آثار ملی ایران به ثبت رسیده‌است.